# Agustín Peraza
Agustín Peraza, vollständiger Name Agustín Peraza Fontana, (* 3. Juni 1994 in Canelones) ist ein uruguayischer Fußballspieler.

## Karriere
Der nach Vereinsangaben 1,86 Meter, nach anderen Quellen 1,85 Meter große Offensivakteur "Tito" Peraza debütierte 2010 im Profifußball. Er entstammt den Nachwuchsmannschaften des in Las Piedras beheimateten Vereins Juventud. Zwischenzeitlich war er von dort von Anfang Oktober 2011 bis 31. Dezember 2011 an Juanicó in die Liga Departamental de Fútbol de Canelones ausgeliehen. Dieses Leihgeschäft wurde jedoch nicht verlängert, so dass er zum 1. Januar 2012 zu Juventud zurückkehrte. 2013 wurde er aus der in der Tercera División spielenden Reservemannschaft Juventuds in den Erstligakader befördert. In der Clausura 2014 schoss er zudem für das Team der Tercera División zwei Saisontore. In der Spielzeit 2013/14 absolvierte er für Juventud eine Partie in der Primera División. Ein Tor schoss er dabei nicht. In der Spielzeit 2014/15 wurde er nicht in der höchsten uruguayischen Spielklasse eingesetzt. Anfang März 2015 schloss er sich dann auf Leihbasis dem Zweitligisten Villa Teresa an, bei dem er in der Clausura 2015 mit elf Zweitligaeinsätzen und zwei Toren zum Aufstieg in die Primera División beitrug. In der Apertura 2015 lief er zweimal (kein Tor) in Uruguays 1. Liga auf und kehrte zum Jahresende zu Juventud zurück. In der Clausura 2016 und der anschließenden Zwischensaison 2016 blieb er ohne Pflichtspieleinsatz bei den Profis.

## Familie
Agustín Peraza ist der Bruder des Fußballspielers Facundo Peraza.